# Lundebru

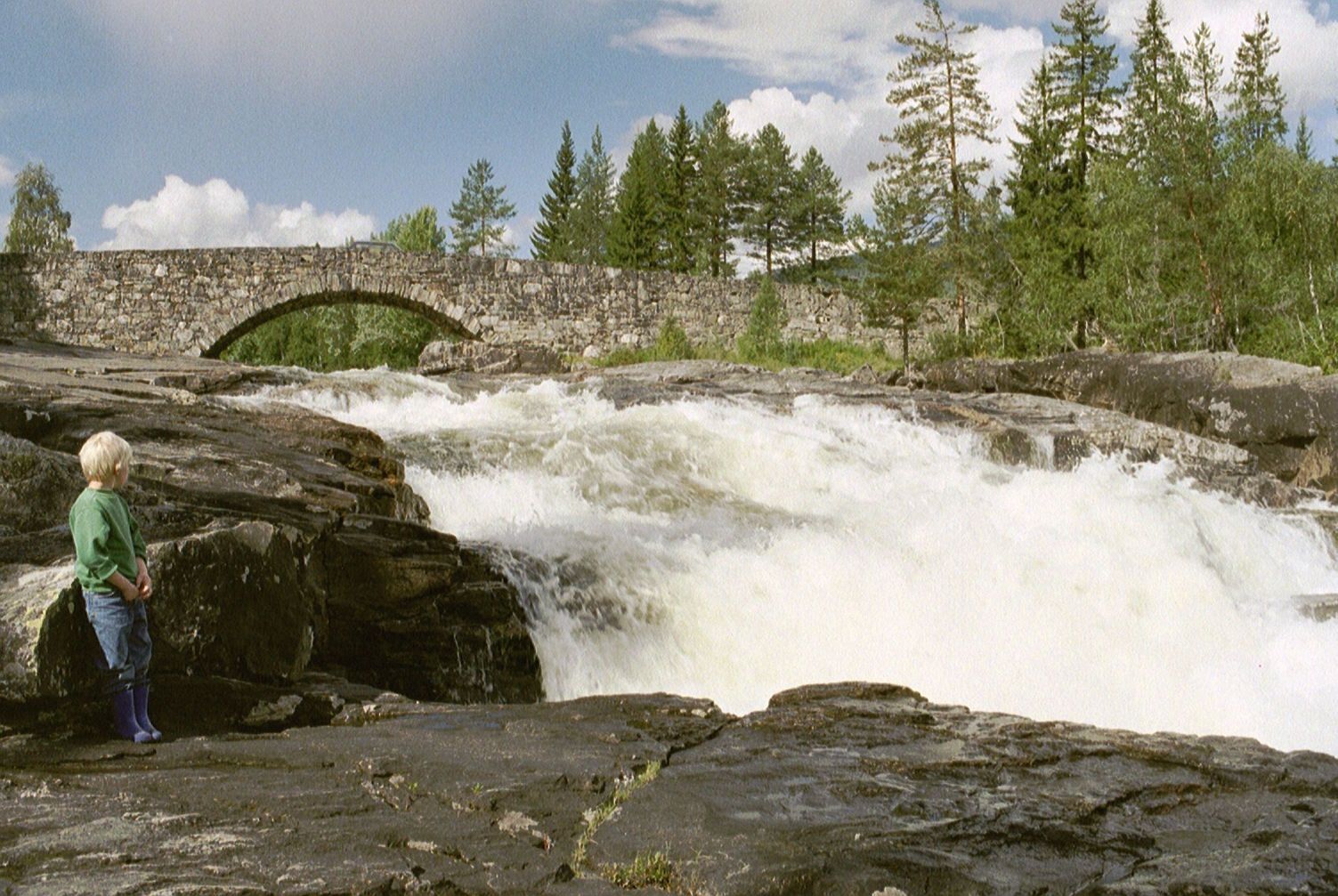
Lundebru

Die Brücke Lundebru ist Nordeuropas älteste trockengemauerte Natursteinbrücke. Sie wurde in den Jahren 1827 bis 1829 erbaut. 
Die Brücke führt bei Etnedal in Norwegen über den Fluss Etna und wird nach wie vor vom Autoverkehr genutzt. Die Fahrbahn ist allerdings so schmal, dass sie jeweils in nur einer Richtung befahren werden kann.
Koordinaten: 60° 51′ 57,2″ N, 9° 42′ 40,4″ O
| Lundebru |